# Conny Lösch
Conny Lösch (* 1969 in Darmstadt) ist eine deutsche Übersetzerin.

## Leben
Conny Lösch studierte Anglistik in Frankfurt bei Klaus Reichert. Schon während des Studiums übersetzte sie Aufsätze in Institutszeitschriften der Universität. Es folgten Übersetzungen für wissenschaftliche Verlage, u. a. von Texten der Sozialwissenschaftlerin Donna Haraway. Ab 1997 arbeitete Conny Lösch als Literaturredakteurin bei der Tageszeitung Junge Welt in Berlin, danach im Büro von Zickzack Records von Alfred Hilsberg in Hamburg. 1999 übersetzte sie als ihr erstes vollständiges Buch den biografisch eingefärbten Roman Notebooks of a naked youth (Junger Mann ohne Kleider) von Billy Childish; für die deutsche Ausgabe schuf Childish eine Reihe von Holzschnitten.
Lösch war mit Kristof Schreuf (1963–2022) verheiratet. Seit 2000 lebt und arbeitet sie als freie Übersetzerin in Berlin.

## Werk
Außer Biografien, Texten und Büchern von und über Musiker wie Viv Albertine, Jimi Hendrix, Gail Jones, Paul McCartney, Van Morrison, Simon Reynolds, Jon Savage und Beth Ditto übertrug sie zahlreiche Romane aus dem Englischen und Amerikanischen ins Deutsche. Sie übersetzte Bücher von Ishmael Beah, Warren Ellis, Jordan Harper, Joe Ide, Gail Jones, David Keenan, Joe R. Lansdale, Elmore Leonard, William McIlvanney, Ismet Prcic, Ian Rankin, William Shaw, Annie Sprinkle, Rex Stout, Alex Wheatle und Don Winslow. Ein Schwerpunkt ihrer Arbeit ist die Übersetzung von Kriminalromanen. Darüber hinaus übertrug Lösch das im November 2022 im Verlag C. H. Beck erschienene Sachbuch Die Philosophie des modernen Songs von Bob Dylan ins Deutsche, in dem der Musiker 66 Songs analysiert, die ihn persönlich geprägt haben, etwa von Frank Sinatra, Elvis Presley und The Clash.

## Zitat
„Wenn man ein Buch übersetzt, schreibt man es immer komplett neu, da sehe ich keinen Unterschied zwischen großer Literatur und Massenwarekrimis.“

## Auszeichnungen
- 2018: Arbeitsstipendium des Deutschen Übersetzerfonds, VdÜ[4]
- 2019: Luchs des Monats (August) für die Übersetzung der „Crongton“-Trilogie mit Wer braucht ein Herz, wenn es gebrochen werden kann, Die Ritter von Crongton und Liccle Bit – Der Kleine aus Crongton, zusammen mit dem Autor Alex Wheatle[5]